# Fahrerhandschuh
Ein Fahrerhandschuh ist ein Ausrüstungsgegenstand im Motorsport, der neben einer Erhöhung der Griffigkeit durch Schweißabsorbierung auch dem Schutz des Fahrers vor Einwirkung von Flammen dient. Er muss eine Homologation haben und diese außen sichtbar zeigen. Die Homologation wird nur erteilt, wenn die äußeren Lagen aus Nomex oder gleichwertigem Material bestehen.

Im Falle, dass ein Rundstreckenrennen mit stehendem Start absolviert wird und der Fahrer in einem Monoposto sitzt, soll die Farbe des Handschuhs zur Außenfarbe des Wagens kontrastieren. Dadurch sollen Starter und andere Teilnehmer deutlich sehen können, wenn der Fahrer technische Schwierigkeiten durch Heben eines Armes signalisiert. Der Wortlaut der Vorschrift lautet: 

„Fahrer von Formel-Fahrzeugen müssen bei Rennen mit stehendem Start, farblich auffällige Handschuhe tragen, welche sich von der vorherrschenden Farbe des Fahrzeugs unterscheiden müssen, so dass der Fahrer dem Starter evtl. Schwierigkeiten deutlich signalisieren kann.“

In der Formel 1 ist seit 2019 ein biometrischer Sensor im Handschuh vorgeschrieben, der Puls, Sauerstoffkonzentration im Blut und die Bewegungsintensität des Fahrers misst und aufzeichnet. Nach einem Unfall können die Daten vom sich nähernden Medical Car ausgelesen werden und Informationen zu den Vitalfunktionen liefern.
Fahrerhandschuhe sind deutlich länger als allgemein getragene Handschuhe und bedecken ungefähr das distale Drittel des Unterarms ("Stulpen"). Mit allgemeinen Autohandschuhen aus Leder haben sie nichts gemein außer der Tatsache, dass beides Handschuhe sind.